# Волков, Николай Николаевич (тренер)
Николай Николаевич Волков (10 марта 1933, Тастахский наслег, Якутская АССР — 5 октября 2020, Москва) — советский и российский спортсмен и тренер; заслуженный тренер СССР, РСФСР и Якутской АССР по вольной борьбе; судья республиканской (1959) и всесоюзной категории.
Член Союза журналистов России. Кандидат педагогических наук (диссертация «Самоутверждение личности борца вольного стиля в истории развития спорта Республики Саха (Якутия) (Историко-педагогический анализ)»). Историограф якутской школы вольной борьбы, является автором четырех книг, в том числе «На ковре — борцы Якутии».

## Биография
Родился 10 марта 1933 года в Тогусском наслеге Вилюйского района Якутской АССР в крестьянской семье.
Занимался борьбой и становился чемпионом Якутской АССР по вольной борьбе и национальной борьбе хапсагай (1957). Был старшим тренером сборной команды СССР на соревнованиях по вольной борьбе на IX Всемирном фестивале молодежи и студентов в Софии (Болгария); работал тренером команд Советского Союза, РСФСР и Якутской АССР по подготовке к участию на чемпионатах СССР, международных турнирах и матчевых встречах; являлся руководителем спортивной делегации и тренером сборных команд СССР, РСФСР и Якутской АССР в заграничных поездках. В числе его воспитанников — Алкивиад Иванов, Валерий Иванов, Роман Дмитриев, Альберт Захаров, Пётр Попов, Николай Неустроев и другие спортсмены.
Николай Волков был первым главным тренером сборной команды Якутской АССР, первым председателем Федерации спортивной борьбы республики, членом президиума Федерации спортивной борьбы РСФСР (1960—1970), председателем республиканского Совета ветеранов спорта Якутии двух созывов.
В последнее время — член президиума Федерации спортивной борьбы Якутска и Совета старейшин Федерации спортивной борьбы Республики Саха (Якутия).
В Якутии проводится Республиканский турнир по вольной борьбе на призы Николая Николаевича Волкова.

## Заслуги и награды
- Заслуженный работник физической культуры и спорта Республики Саха (Якутия) (1998).
- Лауреат Государственной премии Республики Саха (Якутия) имени Д. П. Коркина (2003) и Национального фонда «Баргарыы».
- Почетный гражданин Вилюйского улуса и Тогусского наслега.[12]